# Ördögkút
Ördögkút (románul: Treznea, németül: Teufelsbrunnen) falu Romániában, Szilágy megyében.

## Fekvése
Szilágy megyében, Zilahtól 10 km-re délkeletre, Szentpéterfalva északi szomszédjában fekvő település.

## Nevének eredete
A falu magyar neve egykori birtokosától ered. A fennmaradt hagyományok szerint itt egy nagy erdőség volt, és annak közepén csupán egy ház állt, amely mellett egy kút volt. Forrása ma is látható a régi zilahi út mellett, s egy forrást máig ördögforrásnak neveznek. A ház azonban villámcsapás következtében leégett. Állítólag innen származik román neve is: Tresnia=Tresznja=beüte (a villám).

## Történelem
A falut 1440-ben említi először oklevél, Ewrdegkwth néven. 
1472-ben Erdewgkwth, 1524-ben Ördögkuta, 1639-ben Eördeögkut néven írták nevét.
1440-ig a település egyrésze Dobokai Bálint birtoka volt, aki itteni birtokát 300 aranyért eladta Kusalyi Jakcs Lászlónak.
1522-ben Ewrdegkwth falu felét megvette Dobokai Miklóstól Bélteki Drágfi János.
1524-ben II. Lajos király Ördögkuta részbirtokát a Dobai család tagjainak adományozta.
1558-ban Izabella királynétől és fiától János Zsigmondtól kapták adományba a falut Bánfi Pál, Nyujtódi István, Tóth Mihály, Nagymihályi Anna és János, Kendi Katalin és Mihály, valamint Szalánchi Dorottya és János és mindkét nembeli utódaik.

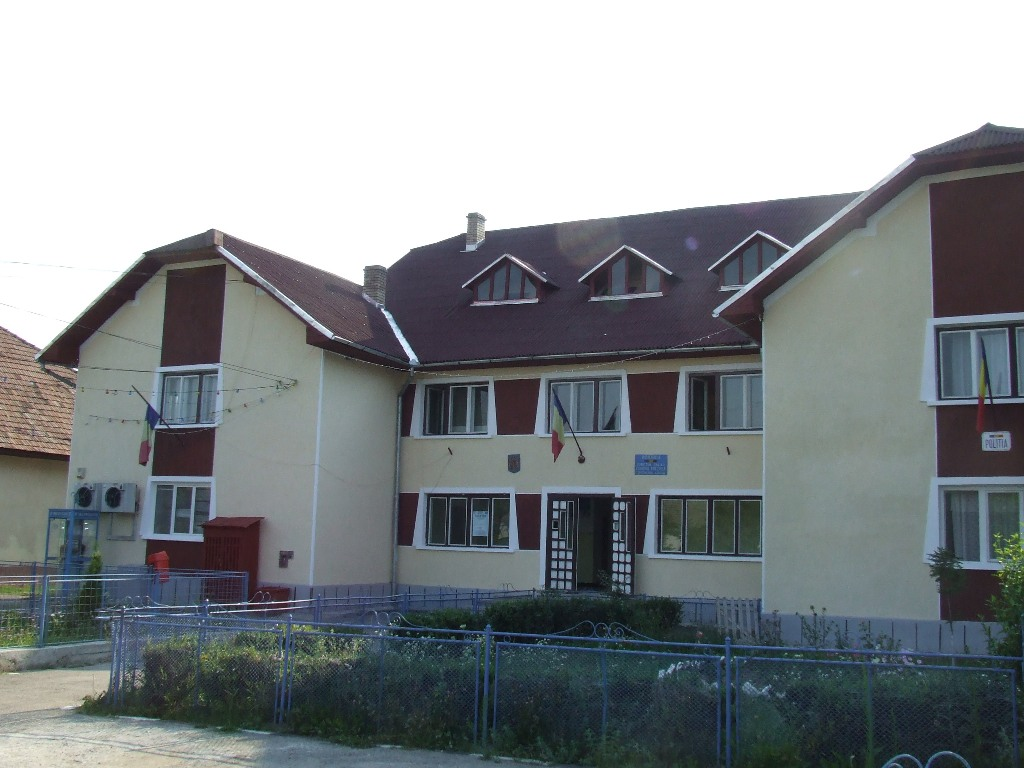
A faluháza

A Nagymihályi család birtokát Spáczai Gáspárné vette zálogba 1300 forintért.
1672-ben Szepsi-Szentiványi Sámuel kapta meg özv. Borsai Majtini Andrásné Szigethi Zsófia birtokát.
1736-ban gróf Kornis Ferenc és báró  Kemény János voltak a település főbb birtokosai.
1837-ben a Bánffy család leszármazottainak volt birtoka.
1890-ben 1384 lakosa volt, ebből 128 magyar, 1 német, 1216 oláh, és 39 egyéb nyelvű, melyből 11 római katolikus, 94 görögkatolikus, 1163 görögkeleti, 2 evangélikus, 98 református, 16 izraelita. A házak száma 91 volt.
1910-ben 1374, többségben román lakosa volt, jelentős magyar kisebbséggel.
A trianoni békeszerződésig Szilágy vármegye Zilahi járásához tartozott.
1940. szeptember 9-én a második bécsi döntést követően bevonuló magyar katonákra valaki tüzet nyitott az ortodox templom tornyából és a falu szélső házaiból. Az ezt követő, ördögkúti mészárlás néven ismertté vált megtorlásnak különböző források szerint 86–93 halálos áldozata volt, köztük a falu ortodox papja is. A történtek valós háttere máig sem tisztázódott.

## Népesség
A faluban a magyarok a II. világháború alatt gyakorlatilag eltűntek, lélekszámuk 1943-ban már csak 63 fő volt.
A 2002-es népszámláláskor 735 lakosa közül 674 fő (91,7%) román, 59 (8,0%) cigány etnikumú, 2 (0,3%) magyar nemzetiségű volt.

## Nevezetességek
- Református templomát 1892-ben avatta föl Szász Domokos erdélyi püspök.
- Görögkeleti kőtemploma  1879-ben épült.
- Bay-kastély